# 吴如错
吴如错（藏語：འུར་རུ་མཚོ，威利转写：'ur ru mtsho，THL：Urru Tso）位于中国西藏自治区那曲市境内，地处尼玛县和申扎县交界处，湖面海拔4548米，面积342.7平方公里。属于色林错水系，上接孜桂错来水，下注恰规错。